# Ricardo Ycaza
Pour les articles homonymes, voir Ycaza.
Ricardo Ycaza, né le 16 février 1958 à Guayaquil, est un ancien joueur de tennis équatorien.
Il est finaliste du tournoi de Wimbledon junior en 1975.
Il a atteint les huitièmes de finale de Roland-Garros en 1981, ainsi que la finale du tournoi de Bruxelles la même année. Il a aussi été trois fois demi-finaliste.
Il a joué avec l'Équipe d'Équateur de Coupe Davis entre 1973 et 1986 et a notamment participé au quart de finale en 1985.

## Palmarès

### Finale en simple messieurs
| No | Date       | Nom et lieu du tournoi                    | Catégorie | Dotation | Surface      | Vainqueur    | Score         |  |
| -- | ---------- | ----------------------------------------- | --------- | -------- | ------------ | ------------ | ------------- |  |
| 1  | 08-06-1981 | Tournoi de tennis de Bruxelles, Bruxelles |           | 50 000 $ | Terre (ext.) | Marko Ostoja | 4-6, 6-4, 7-5 |  |

### Titres en double messieurs
| No | Date       | Nom et lieu du tournoi                   | Catégorie | Dotation | Surface      | Partenaire     | Finalistes                  | Score         |  |
| -- | ---------- | ---------------------------------------- | --------- | -------- | ------------ | -------------- | --------------------------- | ------------- |  |
| 1  | 11-02-1980 | Longboat Key Pro Tennis Classic Sarasota |           | 50 000 $ | Terre (ext.) | Andrés Gómez   | David Carter Rick Fagel     | 6-3, 6-4      |  |
| 2  | 08-09-1980 | Tournoi de tennis de Sicile Palerme      |           | 75 000 $ | Terre (ext.) | Gianni Ocleppo | Víctor Pecci Balázs Taróczy | 6-2, 6-2      |  |
| 3  | 24-11-1980 | Chilean Open Santiago                    |           | 50 000 $ | Terre (ext.) | Belus Prajoux  | Carlos Kirmayr João Soares  | 4-6, 7-6, 6-4 |  |

### Finales en double messieurs
| No | Date       | Nom et lieu du tournoi             | Catégorie       | Dotation | Surface      | Vainqueurs                     | Partenaire     | Score         |  |
| -- | ---------- | ---------------------------------- | --------------- | -------- | ------------ | ------------------------------ | -------------- | ------------- |  |
| 1  | 01-05-1978 | Tournoi de tennis de Tulsa Tulsa   |                 | NC $     | NC           | Russell Simpson Van Winitsky   | Carlos Kirmayr | 4-6, 7-6, 6-2 |  |
| 2  | 22-09-1980 | Grand Prix Passing Shot Bordeaux   |                 | 50 000 $ | Terre (ext.) | John Feaver Gilles Moretton    | Gianni Ocleppo | 6-3, 6-2      |  |
| 3  | 10-11-1980 | Tournoi de tennis de Bogota Bogota | GP World Series | 50 000 $ | Terre (ext.) | Álvaro Fillol Carlos Kirmayr   | Andrés Gómez   | 6-4, 6-3      |  |
| 4  | 02-11-1981 | Tournoi de tennis de Quito Quito   |                 | 75 000 $ | Terre (ext.) | Hans Gildemeister Andrés Gómez | David Carter   | 7-5, 6-3      |  |

## Parcours dans les tournois duGrand Chelem

### En simple
| Année | Open d'Australie | Open d'Australie | Internationaux de France | Internationaux de France | Wimbledon       | Wimbledon | US Open         | US Open     |
| ----- | ---------------- | ---------------- | ------------------------ | ------------------------ | --------------- | --------- | --------------- | ----------- |
| 1977  | —                | —                | 1er tour (1/64)          | C. Lewis                 | 1er tour (1/64) | D. Lloyd  | 3e tour (1/16)  | R. Moore    |
| 1978  | —                | —                | 2e tour (1/32)           | T. Šmíd                  | 1er tour (1/64) | Y. Noah   | 1er tour (1/64) | E. Iskersky |
| 1979  | —                | —                | 1er tour (1/64)          | J. James                 | 2e tour (1/32)  | R. Lutz   | 1er tour (1/64) | D. Stockton |
| 1980  | —                | —                | —                        | —                        | —               | —         | 1er tour (1/64) | M. Grant    |
| 1981  | —                | —                | 1/8 de finale            | J. McEnroe               | —               | —         | —               | —           |
| 1982  | —                | —                | 1er tour (1/64)          | B. Boileau               | —               | —         | —               | —           |

N.B. : à droite du résultat se trouve le nom de l'ultime adversaire.

### En double
| Année | Open d'Australie | Open d'Australie | Internationaux de France                                                               | Internationaux de France                                                           | Wimbledon                                                                       | Wimbledon | US Open | US Open |
| ----- | ---------------- | ---------------- | -------------------------------------------------------------------------------------- | ---------------------------------------------------------------------------------- | ------------------------------------------------------------------------------- | --------- | ------- | ------- |
| 1977  | —                | —                | 2e tour (1/16) J. McEnroe \|\| style="text-align:left;" \| P. Bertolucci A. Panatta    | 2e tour (1/16) J-L. Clerc \|\| style="text-align:left;" \| W. Fibak D. Stockton    | 2e tour (1/16) F. González \|\| style="text-align:left;" \| J. Feaver J. James  |           |         |         |
| 1978  | —                | —                | 2e tour (1/16) Á. Fillol \|\| style="text-align:left;" \| C. Dibley K. Warwick         | 1er tour (1/32) C. Kirmayr \|\| style="text-align:left;" \| D. Collings K. Hancock | 1er tour (1/32) A. Muñoz \|\| style="text-align:left;" \| J. McEnroe P. Fleming |           |         |         |
| 1979  | —                | —                | 1er tour (1/32) C. Kirmayr \|\| style="text-align:left;" \| J.-L. Haillet P. Portes    | 1/8 de finale V. Winitsky \|\| style="text-align:left;" \| J. McEnroe P. Fleming   | 2e tour (1/16) A. Gómez \|\| style="text-align:left;" \| T. Gullikson           |           |         |         |
| 1980  | —                | —                | 2e tour (1/16) A. Kohlberg \|\| style="text-align:left;" \| P. Bertolucci A. Panatta   | —                                                                                  | —                                                                               | —         | —       |         |
| 1981  | —                | —                | 1/8 de finale J.L. Damiani \|\| style="text-align:left;" \| M. Purcell V. Van Patten   | —                                                                                  | —                                                                               | —         | —       |         |
| 1982  | —                | —                | 1/8 de finale J.L. Damiani \|\| style="text-align:left;" \| H. Gildemeister B. Prajoux | —                                                                                  | —                                                                               | —         | —       |         |
| 1983  | —                | —                | 1/8 de finale J.L. Damiani \|\| style="text-align:left;" \| C. Kirmayr C. Motta        | —                                                                                  | —                                                                               | —         | —       |         |

N.B. : le nom du ou de la partenaire se trouve sous le résultat ; les noms des ultimes adversaires se trouvent à droite.